# Charlotta Åkerhielm
Helena Charlotta Åkerhielm, född af Ugglas 27 oktober 1786, död 7 april 1828 i Stockholm, var en svensk grevinna, dramatiker och översättare. 

## Biografi

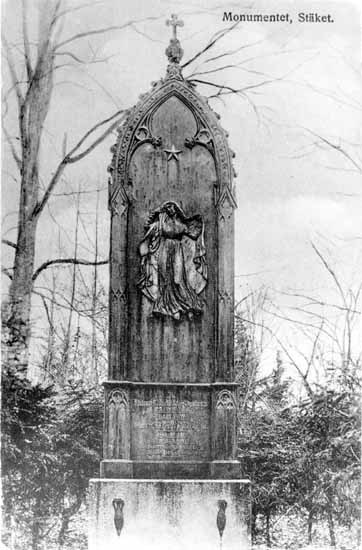
Ett monument till minne av Charlotta Åkerhielm restes 1834 vid Almare-Stäkets herrgård i Upplands-Bro av hennes make Gustaf Fredrik Åkerhielm. Foto från 1920-talet.

Charlotta Åkerhielm var dotter till greve Samuel af Ugglas och Carolina Wittfoth samt från 1807 gift med sin syssling friherre Gustaf Fredrik Åkerhielm (1776–1853). Äktenskapet var barnlöst. Hennes man var direktör vid Dramaten och hon var tillsammans med honom verksam som manusförfattare där. Hon var den första kvinnliga svenska dramatiker som fick pjäser uppsatta vid Dramaten; den andra var Jeanette Granberg. 
Hennes och makens gemensamma pjäs, tragedin Engelbrekt, sattes upp 1820 och blev framgångsrik; den spelades sjutton gånger fram till 1841. Hon översatte också pjäser till svenska: Värdshuset, eller det lyckliga äventyret från franska (1819), De begge svartsjuke från franska (1820) och Maria Stuart från franska (1820), alla uppsatta med god kritik på Dramaten. Efter hennes död 1828 lät maken år 1834 resa ett monument till minne av henne.